# Niedersächsische Sportmedaille

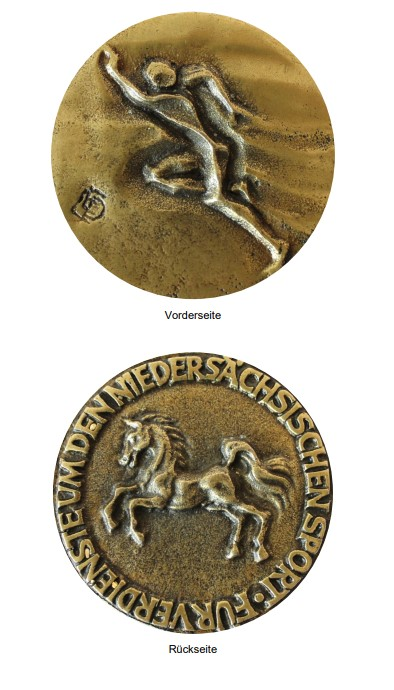
Amtliche Abbildung der Niedersächsischen Sportmedaille

Die Niedersächsische Sportmedaille ist die höchste sportliche Auszeichnung des Landes Niedersachsen. Sie wird seit 1985 jährlich verliehen.

## Stiftungszweck und Zielsetzung
Die Niedersächsische Landesregierung stiftete die Niedersächsische Sportmedaille am 18. Dezember 1984 als Zeichen der Anerkennung für Verdienste um den Sport durch hervorragende persönliche sportliche Leistung sowie durch Förderung und Verbreitung des Sports in Niedersachsen. Am 29. November 2016 fasste die Landesregierung einen neuen Stiftungsbeschluss.
Die Sportmedaille wird für herausragende Verdienste und beispielhafte Initiativen im Bereich des Sports verliehen, die in besonderer Weise die positiven Werte des Sports in der Gesellschaft sichtbar machen. Die Auszeichnung soll dazu anregen, sportliches Engagement weiterzuführen und die Entwicklung ideenreich zu gestalten.

## Verleihungskategorien
Die Sportmedaille wird jährlich vom Niedersächsischen Ministerpräsidenten in vier Kategorien auf Empfehlung einer Jury verliehen.
Kategorie A: Hohe sportliche Leistungen
Bis zu drei Sportmedaillen können für internationale Erfolge von aktiven Sportlerinnen oder Sportlern bzw. Mannschaften vergeben.
Kategorie B: Hohe sportliche Leistungen im Nachwuchsbereich
Bis zu drei Sportmedaillen können für internationale Erfolge von aktiven Nachwuchssportlerinnen oder Nachwuchssportlern bzw. Nachwuchsmannschaften vergeben werden.
Kategorie C: Ehrenamtliches Engagement
Bis zu vier Sportmedaillen können für ehrenamtliches Engagement von Einzelpersonen in niedersächsischen Sportvereinen vergeben werden.
Kategorie D: Beispielhafte Vereinsarbeit
Bis zu vier Sportmedaillen können für beispielhafte Arbeit in niedersächsischen Sportvereinen vergeben werden.
Daneben kann der Ministerpräsident eine Sportmedaille als Sonderauszeichnung des Ministerpräsidenten für besonders hervorragende Verdienste um den niedersächsischen Sport verleihen.

## Verleihungsvoraussetzungen
Auszuzeichnende Personen und Mannschaften müssen:
- ihren ständigen Wohnsitz in Niedersachsen haben oder Mitglied eines niedersächsischen Sportvereins sein und
- einen beispielhaften Beitrag für das Ansehen des Sports in Niedersachsen geleistet haben.

Auszuzeichnende Vereine müssen:
- ihren Sitz in Niedersachsen haben und
- einen beispielhaften Beitrag für das Ansehen des Sports in Niedersachsen geleistet haben.[4]

## Jury
Die Jury besteht aus insgesamt acht fachkundigen Personen aus der Verwaltung, dem organisierten Sport, den Sportwissenschaften und den Medien. Die Jurymitglieder werden vom Niedersächsischen Ministerpräsidenten für die Dauer von drei Jahren berufen. Eine Wiederberufung ist möglich.
Die Jurymitglieder entscheiden unabhängig und sind nicht an Aufträge und Weisungen gebunden.

## Verleihungsanregungen
Die Vorschläge für die Verleihung der Sportmedaille kommen aus der Mitte der Jury.
Verleihungsanregungen aus dem organisierten Sport können an das den Landessportbund Niedersachsen gerichtet werden. Dieser leitet dann die Anregungen mit einer Stellungnahme an das Niedersächsische Ministerium für Inneres und Sport weiter. Darüber hinaus können Anregungen von Bürgerinnen und Bürgern auch an das Ministerium für Inneres und Sport gerichtet werden.
Die Vorschläge werden der Jury zur Beratung vorgelegt. Der Niedersächsische Ministerpräsident entscheidet dann aufgrund der Empfehlung der Jury.
Die Aushändigung erfolgt im Rahmen von feierlichen Verleihungen im Gästehaus der Niedersächsischen Landesregierung durch den Niedersächsischen Ministerpräsidenten und die Niedersächsische Ministerin für Inneres und Sport.

## Aussehen, Beschaffenheit und Trageweise
Die Sportmedaille besteht aus Bronze und hat einen Durchmesser von 65 mm. Sie ist nicht zum Anlegen bestimmt, stellt also eine Nichttragbare Auszeichnung dar. Sie zeigt auf ihrer Vorderseite ein sportliches Symbol, einen Sprinter der erhaben geprägt ist. Die Rückseite trägt die Umschrift „FÜR VERDIENSTE UM DEN NIEDERSÄCHSISCHEN SPORT“ und in seiner Mitte das Landeswappen von Niedersachsen, das Sachsenross. Einzelpersonen und Mitglieder von Mannschaften erhalten zusätzlich eine verkleinerte Ausführung als Anstecknadel. Die Gestaltung der Medaille erfolgte durch die Bildhauerin Edith Peres-Lethmate.
Die Beliehenen erhalten mit Übergabe der Auszeichnung eine Verleihungsurkunde. Die Medaille selber geht dabei in das Eigentum der oder des Beliehenen über. Es erfolgt eine öffentliche Bekanntmachung über die Verleihung im Niedersächsischen Ministerialblatt öffentlich bekannt gegeben.

## Widerruf und Entzug der Medaille
Die Verleihung kann vom Ministerpräsidenten widerrufen werden und zwar für den Fall, indem sich der Beliehene durch sein späteres Verhalten der Auszeichnung als unwürdig erweist. Die Sportmedaille ist in diesen Fällen zurückzugeben.